# James Irvine (designer)
James Irvine, nome completo James Montgomery Irvine (Londra, dicembre 1958 – Milano, 18 febbraio 2013) è stato un designer e docente inglese, con base a Milano, in Italia.

## Biografia

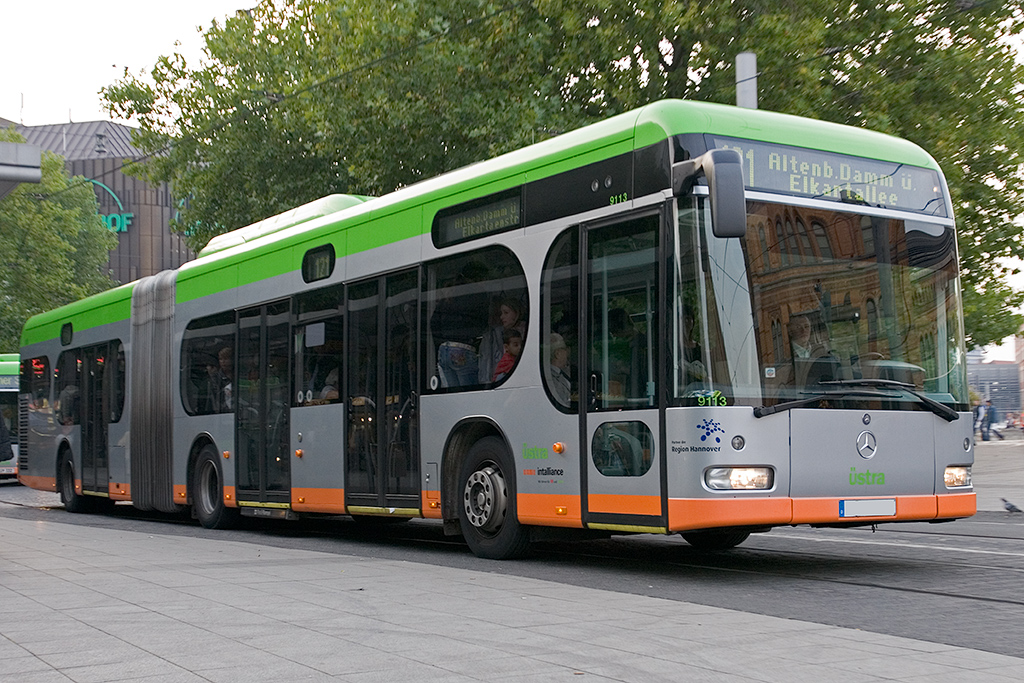
Mercedes Irvine-Citaro

Figlio di Alan Irvine, architetto e designer, nel 1984 appena concluso il master accademico, su consiglio del padre, si trasferisce a Milano per fare esperienza; avrà base nel capoluogo lombardo fino alla morte.
Aveva conseguito il bachelor alla scuola di design del Politecnico di Kingston upon Thames (divenuto ora Università di Kingston), e successivamente il master al Royal College of Art di Londra.
Designer industriale presso il milanese Studio Olivetti (sotto la direzione di Michele De Lucchi ed Ettore Sottsass) fino al 1992, e inviato a Tokyo per un anno, il 1987, a collaborare allo studio di design della Toshiba, dal 1988 si mette in proprio fondando lo Studio Irvine, attivo, oltre che nel design industriale, nel design di mobili e oggetti per la casa; lui e il suo studio collaborano con celeberrimi brand.
Attivo sulla scena internazionale e docente di design industriale alla Staatliche Hochschule für Gestaltung di Karlsruhe, l'università di arte e design della città tedesca, fra le sue opere più celebri si ricorda il corpo dell'autobus Mercedes-Benz O530 Citaro, disegnato nel 1999 per un'altra città tedesca, Hannover, in vista dell'Expo 2000, successivamente costruito in 131 esemplari.
Nel 2004 conosce la designer napoletana Marialaura Rossiello, che nel 2005 diventa sua moglie, nonché sua partner nel lavoro e madre di due figli maschi; dopo la sua morte, è lei la titolare del suo studio.
Muore il 18 febbraio 2013 all'ospedale Fatebenefratelli di Milano a 54 anni, a causa di una polmonite. Riposa al cimitero Maggiore di Milano.